# NGC 4496
NGC 4496 (również NGC 4496A, NGC 4505, PGC 41471 lub UGC 7668) – galaktyka spiralna z poprzeczką (SBc), znajdująca się w gwiazdozbiorze Panny. Należy do gromady w Pannie.
Odkrył ją William Herschel 23 lutego 1784 roku. Jego obserwacja została skatalogowana przez Johna Dreyera w New General Catalogue pod numerem NGC 4496. Przypuszcza się, że Herschel obserwował tę galaktykę po raz drugi jeszcze tej samej nocy, jednak z racji, że otrzymał inną pozycję, uznał, że to inny, nowo odkryty obiekt. Ta druga obserwacja Herschela z błędną, jak się okazało, pozycją otrzymała numer NGC 4505. 
NGC 4496 tworzy parę z galaktyką PGC 41473 (zwaną również NGC 4496B). Bardzo duża różnica ich prędkości radialnych sugeruje, że w rzeczywistości znajdują się one daleko od siebie, a ich bliskość na niebie jest tylko przypadkowa. Niektóre szacunki umiejscawiają je jednak w podobnej odległości od Ziemi, co znaczyłoby, że są parą oddziałujących ze sobą grawitacyjnie galaktyk.
W galaktyce NGC 4496 zaobserwowano supernową SN 1960F, a w NGC 4496B – SN 1988M.